# Conduit veineux
Le conduit veineux (anciennement canal veineux d'Arantius : Ductus Venosus) est un vaisseau permettant le bon fonctionnement de la circulation fœtale.

## Fonctionnement
Au sein du fœtus, le conduit veineux permet à la majeure partie du sang provenant de la veine ombilicale d'atteindre la veine cave inférieure. 
Ainsi, le sang oxygéné par le placenta court-circuite le foie et, avec les autres shunts fœtaux que sont le foramen ovale et le canal artériel, joue un rôle essentiel dans la perfusion cérébrale.

## Fermeture
Le conduit veineux reste perméable à la naissance ce qui permet de cathétériser la veine ombilicale, dans le cas contraire il n'est plus fonctionnel à quelques minutes de vie.
Il s'obture lors de la première semaine de vie chez la plupart des nouveau-nés à terme, parfois après chez les prématurés, ne laissant qu'un vestige, le ligament veineux du foie.
Si la fermeture n'a pas lieu, l'organisme souffre d'un shunt porto-systémique intra-hépatique ; c'est le cas chez certaines races de chiens (ex. : Irish wolfhound).